# جامعه مورخان آمریکایی
جامعه مورخین آمریکایی (Society of American Historians)، که در سال ۱۹۳۹ تأسیس شد، آثار برجسته ادبی را در تاریخ‌نگاری و زندگی‌نامه نویسیهای مرتبط با موضوعات آمریکا تشویق و ترغیب می‌نماید. این جامعه حدود ۳۰۰ عضو دارد که شامل تاریخ‌نگاران متخصص، دانشمندان مستقل، روزنامه‌نگاران، فیلم‌سازان و مستندسازان، رمان نویسان، شاعران و زندگی‌نامه‌نویسان اند. همه این‌ها براساس استعداد ادبی و همچنین قدرت نویسندگی یا ارائه تاریخ آمریکا انتخاب شده و عضویت این جامعه را به‌دست آورده‌اند.

## جوایز و هدایا
جامعه مورخین آمریکا چهار جایزه را اعطاء می‌کند که در نشست‌های سالانه ماه می اعلام شده‌اند:
- جایزه فرانسس پارکمن، که هر سال برای کتاب‌های غیرداستانی در تاریخ آمریکا اعطاء می‌شود از لحاظ شایستگی ادبی آن با ارزش است. این جایزه به‌نام تاریخ‌نگار قرن نوزدهم مسمی شده‌است که اثر چند جلدی او تحت نام: فرانسه و انگلستان در آمریکای شمالی (بوستون ۱۸۶۵ الی ۱۸۹۲) به دلیل سبک زیبا و همچنین عمق تاریخی آن به‌صورت گسترده مورد تحسین و ستایش گرفته‌است.[۳][۴][۵]
- جایزه جامعه مورخین آمریکا برای داستان‌های تاریخی که قبلاً به‌نام جیمز فنیمور کوپر یاد می‌شد، در سال‌های فرد برای بهترین داستان تاریخی پیرامون موضوع آمریکا، اعطاء می‌شود.
- جایزه آلن نوینز که بورسیه جدید را به رسمیت می‌شناسد، سالانه برای بهترین تز دکترا که مرتبط به موضوع آمریکا نوشته شده باشد اعطاء می‌گردد. پایان‌نامه برنده توسط یکی از هفده عضو ناشر جامعه منتشر می‌شود که در برگیرنده مطبوعات علمی و تجاری می‌باشد. این جایزه به نام رئیس و بنیان‌گذار جامعه نام‌گذاری شده‌است.[۶]
- جایزه تونی هورویتز برای آثار برجسته در تاریخ آمریکا که میام مردم از اهمیت پایداری برخوردار باشد، تخصیص یافته و نخستین‌بار در سال ۲۰۲۰ برای برنده آن اعطاء شد. این جایزه برای بزرگداشت از رئیس سابق این جامعه (۲۰۱۶ الی ۲۰۱۷) که در می ۲۰۱۹ درگذشت، داده می‌شود. تونی هورویتز که روزنامه‌نگار، برندهٔ جایزه پولیتزر، نویسنده سابق هفته‌نامه ادبی نیویورکر و یک مورخ معروف و منحصر به فردی بود که صدای متمایزش توأم از انسانیت و ملاحت بود. این جایزه از سوی «بنیاد سروها»[الف] همکاری و حمایت می‌شود.[۷]
- جایزه آرتور مایر شلزینگر جونیور به‌صورت مشترک همراه با مؤسسه روزولت از سال ۲۰۰۸ الی ۲۰۱۷ برای نوشته‌های عالی دربارهٔ تاریخ آمریکا که اهمیت پایدار مردمی داشته باشد، اعطاء می‌گردید.[۸][۹] شلزینگر مورخ برجستهٔ قرن نوزدهم و همچنین روشنفکر شناخته شده‌ای بود که به دلیل برجسته کردن صدای تاریخ در امور عامه شهرت داشت.[۱۰]

## تاریخچه
این جامعه توسط آلن نوینز و عدهٔ از همکاران او بنا نهاده شد؛ همکارانی که از آنچه نوینز در مقاله‌ای در مجله «بررسی شنبه» سال ۱۹۳۹ که «مکتب پدانتیک» تاریخ نامید، انتقاد کردند. دانشمندانی که به گفته او به نظر می‌رسید از نوشتن بد افتخار می‌کردند. نوینز که بیشتر از ۳۵ سال در دانشگاه کلمبیا تاریخ تدریس می‌کرد، نویسنده بیش از ۵۰ کتاب شامل تاریخ هشت جلدی جنگ داخلی آمریکا و زندگی‌نامه جان دی. راکفلر، هنری فورد و گروور کلیولند (برنده جایزه پولیتزر زندگی‌نامه یا خود زندگی‌نامه سال ۱۹۳۳) بود. او قبل از آمدن به کلمبیا مدت ۱۵ سال روزنامه‌نگار بود. نوینز همچنین استاد سبک زیبا و خواندنی بود و در جریان زندگی خود برای رادیو و رسانه‌های معروف مطلب می‌نوشت.

## انتشارات
در سال ۱۹۵۴، این جامعه در راستای تلاش برای نوشته‌های خوب تاریخی به مخاطبان بیشتر، ایجاد مجله میراث آمریکا به عنوان نشریه تصویری دو بار در ماه همکاری نمود. این جامعه چندین کتابی را که توسط اعضای آن نوشته شده مشترکاً منتشر نمود، برخی از آن‌ها ازین قرار اند: مشخصات رهبری: مورخین دربارهٔ کیفیت گریزان عظمت، ویرایش شده توسط والتر ایزاکسون (W. W. Norton, 2010)؛ روزهای تقدیر: چهار راه‌ها در تاریخ آمریکا، ویرایش شده توسط «جیمز ام. مک‌فرسون» و «آلان برینکلی»‏ (Dorling Kindersley, 2001)؛ و «بهترین توانایی من: رؤسای جمهور آمریکا»، ویرایش شده توسط جیمز ام. مک‌فرسون (Dorling Kindersley, 2000).

## اداره
کارمندان این جامعه در سال‌های ۲۰۲۰ الی ۲۰۲۱ «اندریو دلبانکو»، رئیس، و آنت گوردون رید، معاون رئیس‌جمهور هستند. دفتر اداری آن در دانشگاه کلمبیا قرار دارد. این جامعه تا حد زیادی توسط حق عضویت سالانه افراد و اعضای ناشر تأمین مالی می‌شود. این جامعه بخش الحاقیه «انجمن تاریخ آمریکا» است.